# Nazionale maschile di pallacanestro 3x3 dell'Italia
La nazionale maschile di pallacanestro 3x3 dell'Italia è la selezione dei migliori giocatori di pallacanestro 3x3 italiani.

## Storia
La Nazionale azzurra, nella specialità della pallacanestro 3x3, nasce nel 2011 all'indomani della prima edizione della FIBA 3x3 Under-18 World Cup tenutasi a Rimini. In tale occasione riesce a ottenere la prima storica medaglia: un bronzo mondiale, seppur in una categoria giovanile.
Nel 2014 la formazione azzurra prende parte alla prima edizione dei Campionati europei di pallacanestro 3x3, tenutasi a Bucarest, concludendola al 15º posto.
Due anni più tardi, nel 2016, prende parte per la prima volta ai Campionati mondiali di pallacanestro 3x3.
Ai XVIII Giochi del Mediterraneo arriva la prima medaglia senior, un argento ottenuto dopo aver sfiorato l'oro (la partita finì 16-14 in favore della Francia). La formazione era composta da Marco Spissu, Riccardo Bolpin, Leonardo Totè e Vittorio Nobile.

## Partecipazioni a tornei internazionali

### Campionati del mondo
| Edizione         | Posizione        | G                | V                | P                |
| ---------------- | ---------------- | ---------------- | ---------------- | ---------------- |
| Atene 2012       | Non partecipante | Non partecipante | Non partecipante | Non partecipante |
| Mosca 2014       | Non qualificata  | Non qualificata  | Non qualificata  | Non qualificata  |
| Guangzhou 2016   | Fase a gironi    | 4                | 1                | 3                |
| Nantes 2017      | Non qualificata  | Non qualificata  | Non qualificata  | Non qualificata  |
| Bocaue 2018      | Non qualificata  | Non qualificata  | Non qualificata  | Non qualificata  |
| Amsterdam 2019   | Non qualificata  | Non qualificata  | Non qualificata  | Non qualificata  |
| Anversa 2022     | Non qualificata  | Non qualificata  | Non qualificata  | Non qualificata  |
| Vienna 2023      | Non qualificata  | Non qualificata  | Non qualificata  | Non qualificata  |
| Ulaanbaatar 2025 | Non qualificata  | Non qualificata  | Non qualificata  | Non qualificata  |
| Varsavia 2026    | Evento futuro    | Evento futuro    | Evento futuro    | Evento futuro    |
| Singapore 2027   | Evento futuro    | Evento futuro    | Evento futuro    | Evento futuro    |
| Totale           | 1/11             | 4                | 1                | 3                |

### Campionati europei
| Edizione         | Posizione        | G               | V               | P               |
| ---------------- | ---------------- | --------------- | --------------- | --------------- |
| Bucarest 2014    | Fase a gironi    | 3               | 0               | 3               |
| Bucarest 2016    | Quarti di finale | 3               | 1               | 2               |
| Amsterdam 2017   | Non qualificata  | Non qualificata | Non qualificata | Non qualificata |
| Bucarest 2018    | Non qualificata  | Non qualificata | Non qualificata | Non qualificata |
| Debrecen 2019    | Non qualificata  | Non qualificata | Non qualificata | Non qualificata |
| Parigi 2021      | Non iscritta     | Non iscritta    | Non iscritta    | Non iscritta    |
| Graz 2022        | Non qualificata  | Non qualificata | Non qualificata | Non qualificata |
| Gerusalemme 2023 | Non qualificata  | Non qualificata | Non qualificata | Non qualificata |
| Vienna 2024      | Non qualificata  | Non qualificata | Non qualificata | Non qualificata |
| Copenhagen 2025  | Qualificata      | Qualificata     | Qualificata     | Qualificata     |
| Anversa 2026     | Evento futuro    | Evento futuro   | Evento futuro   | Evento futuro   |
| Totale           | 2/9              | 6               | 1               | 5               |

### Competizioni principali
- 2018:  2º posto
- 2022: 10º posto

## Statistiche

### Testa a testa con altre nazionali
Aggiornato al 17 agosto 2025
| Nazionale     | P  | W  | L  | %W     |
| ------------- | -- | -- | -- | ------ |
| Azerbaigian   | 1  | 0  | 1  | 0%     |
| Belgio        | 2  | 1  | 1  | 50%    |
| Croazia       | 2  | 0  | 2  | 0%     |
| Danimarca     | 3  | 3  | 0  | 100%   |
| Estonia       | 1  | 0  | 1  | 0%     |
| Francia       | 3  | 0  | 3  | 0%     |
| Galles        | 1  | 1  | 0  | 100%   |
| Germania      | 2  | 0  | 2  | 0%     |
| Grecia        | 1  | 0  | 1  | 0%     |
| Israele       | 3  | 1  | 2  | 33.33% |
| Lettonia      | 1  | 0  | 1  | 0%     |
| Lituania      | 1  | 0  | 1  | 0%     |
| Malta         | 1  | 1  | 0  | 100%   |
| Montenegro    | 1  | 1  | 0  | 100%   |
| Nuova Zelanda | 1  | 1  | 0  | 100%   |
| Paesi Bassi   | 1  | 0  | 1  | 0%     |
| Polonia       | 2  | 1  | 1  | 50%    |
| Portogallo    | 1  | 1  | 0  | 100%   |
| Qatar         | 1  | 0  | 1  | 0%     |
| Rep. Ceca     | 2  | 0  | 2  | 0%     |
| Romania       | 3  | 1  | 2  | 33.33% |
| Russia        | 1  | 0  | 1  | 0%     |
| Slovacchia    | 1  | 1  | 0  | 100%   |
| Slovenia      | 3  | 1  | 2  | 33.33% |
| Serbia        | 2  | 0  | 2  | 0%     |
| Svizzera      | 1  | 0  | 1  | 0%     |
| Ucraina       | 2  | 1  | 1  | 50%    |
| Ungheria      | 1  | 1  | 0  | 100%   |
| Totale        | 45 | 16 | 29 | 35.56% |

## Formazioni

### Mondiali
Campionati mondiali di pallacanestro 3x3 20161 C. Negri, 8 A. Negri, 13 Verri, 55 Zampolli,        All. Marco Albanesi

### Europei
Campionati europei di pallacanestro 3x3 201412 Bassani, 20 Negri, 33 Agusto, 80 Tedeschini,        All. David Restelli
Campionati europei di pallacanestro 3x3 20161 C. Negri, 8 A. Negri, 13 Verri, 55 Zampolli,        All. Marco Albanesi

### Giochi del Mediterraneo
Pallacanestro 3x3 maschile ai XVIII Giochi del Mediterraneo0 Spissu, 9 Nobile, 13 Bolpin, 35 Totè,        All. -
Pallacanestro 3x3 maschile ai XIX Giochi del Mediterraneo3 Gallo, 12 Valentini, 16 Chinellato, 33 Serpilli,        All. -

### Giochi europei
Pallacanestro 3x3 maschile ai I Giochi europei13 Verri, 23 Negri, 55 Zampolli, 00 Mariani,       All. -
Pallacanestro 3x3 maschile ai II Giochi europei2 Raffa, 11 Masciadri, 28 Rodríguez, 33 Bovo,        All. Alessandro Iacozza

## Roster attuale
Roster aggiornato alle qualificazioni alla Coppa Europa di pallacanestro 3x3 2024
|    | Naz.              | Ruolo | Sportivo         | Anno | Alt. |  |  |
| -- | ----------------- | ----- | ---------------- | ---- | ---- |  |  |
| 3  | Italia (bandiera) | G     | Giacomo Bonavida | 2001 | 193  |  |  |
| 9  | Italia (bandiera) | P     | Antonio Gallo    | 2000 | 182  |  |  |
| 13 | Italia (bandiera) | A     | Nicolò Ianuale   | 2001 | 198  |  |  |
| 33 | Italia (bandiera) | A     | Michele Serpilli | 1999 | 198  |  |  |